# Železniška postaja Verd
Železniška postaja Verd je ena izmed železniških postaj v Sloveniji, ki oskrbuje bližnje naselje Verd.